# Lutz Mackensen
Friedrich Wilhelm Ludwig Mackensen (* 15. Juni 1901 in Bad Harzburg; † 24. März 1992 in Bremen) war ein deutscher Sprachforscher, Volkskundler und Lexikograph.

## Leben
Lutz Mackensen war der Sohn eines Gymnasiallehrers. Er studierte an der Friedrich-Wilhelms-Universität zu Berlin und an der Universität Greifswald. 1918 wurde er Mitglied des Corps Baltia Berlin. Er wurde 1922 in Heidelberg mit einer Arbeit zur Märchenforschung promoviert.
In Greifswald wirkte Mackensen von 1926 bis 1932 als Dozent für Deutsche und Nordische Philologie. Er gründete dort zunächst das Pommersche Volksliederarchiv und dann 1929 das Volkskundliche Archiv für Pommern. Mackensen gelang es so, das Fach Volkskunde an der Universität Greifswald zu etablieren. Das Volkskundliche Archiv bezog in seine intensive und engagierte Arbeit auch ältere, außeruniversitäre pommersche Volkskundler wie Alfred Haas und Otto Knoop mit ein. Mackensens Assistent am Volkskundlichen Archiv war Karl Kaiser, der ihm 1933 in der Leitung des Archivs folgte. Mackensen pflegte in Greifswald auch die internationalen Wissenschaftsbeziehungen seines Faches: 1932 organisierte er eine Tagung mit schwedischen Volkskundlern, die eine Verbindung zur schwedischen Volkskundeforschung anbahnte.
1932 verließ Mackensen Greifswald und wurde außerordentlicher Professor am Herder-Institut Riga.
Nach der Machtergreifung des NS-Regimes trat er zum 1. November 1933 in die NSDAP ein (Mitgliedsnummer 3.391.290). 1935 wurde er ordentlicher Professor. 1937 publizierte Mackensen die Abhandlung Volkskunde in der Entscheidung. Während des Zweiten Weltkriegs war er zunächst 1940 Gastprofessor an der Universität Gent und denunzierte schriftlich Dozenten, die „in ihren Vorlesungen mehr oder weniger versteckt Propaganda gegen den großgermanischen Gedanken machen“. Ab 1941 war er Professor für Germanistik an der Reichsuniversität des Warthelandes in Posen und dort direkt verantwortlich für die Re-Germanisierung des bis 1939 zu Polen gehörigen, aber dann von der Wehrmacht annektierten Gebietes. Mackensen hatte sich durch eine linientreue, d. h. „völkische“ Gesinnung und ein offenes Bekenntnis zum Antisemitismus für diese Aufgabe qualifiziert und war auf Veranlassung des NS-Chefideologen Alfred Rosenberg auf diese Position gehievt worden. Er ließ Sagen, Überlieferungen und Sitten aufzeichnen, die eine Besiedlung der Region durch Germanen bzw. Deutsche seit der Bronzezeit nachweisen sollten. Zugleich betreute er die Maßnahmen zur Eingliederung der Auslandsdeutschen aus dem Gebiet der Sowjetunion, die im Rahmen des Hitler-Stalin-Paktes aus ihren bisherigen Siedlungsgebieten (Wolhynien, Baltikum, Bessarabien, der Bukowina und der Dobrudscha) zwangsweise umgesiedelt und zwecks „Wiederaufdeutschung“ (Mackensen) des Warthelandes u. a. in den Bezirken Langensalza und Posen neu angesiedelt wurden. Im Auftrag der NS-Gauleitung und des SD hatten Mackensen und sein Mitarbeiterstab dabei zu überprüfen, inwieweit die „Rücksiedler“ ihr Deutschtum noch bewahrt hatten und sich aufgrund ihrer rassischen Eigenschaften dazu eigneten, einen „Neusiedlerstamm“ von wehrbereiten „Grenzlandbauern“ zu bilden.
Nach dem Zweiten Weltkrieg konnte Mackensen wieder akademisch Fuß fassen und war zunächst in Göttingen und dann als 131er in Lübeck tätig. Er verlagerte seinen Schaffensschwerpunkt aber von der Pflege des Deutschtums auf die Pflege der deutschen Sprache. Sein bekanntestes Werk ist ein deutsches Wörterbuch, das 1951 erstmals erschien. Es wurde mehrfach aufgelegt und oft einfach als Mackensen bezeichnet. Weitere Werke von ihm befassen sich mit der deutschen Etymologie. Er verfasste außerdem Nachschlagewerke, Zitatensammlungen, Heimatbücher und Stilfibeln und schrieb über einzelne Wörter und Begriffe.
1957 war Mackensen der Begründer und bis 1966 Leiter der Abteilung Deutsche Presseforschung an der Staatsbibliothek Bremen.
Lutz Mackensen war mit Maria Hergt verheiratet; ihr gemeinsamer Sohn war Rainer Mackensen. In Posen heiratete er am 13. August 1943 Eva Marie Mathilde Hollander.- Lutz Mackensen starb am 24. März 1992 um 07:00 Uhr in seiner Wohnung im Hamfhofsweg 125B in Bremen im Alter von 90 Jahren. Er war evangelisch.

## Veröffentlichungen (Auswahl)
- Der singende Knochen : ein Beitrag zur vergleichenden Märchenforschung (= FF communications. Band 49 (= 14)). Suomalainen Tiedeakatemia, Helsinki 1923.
- mit Johannes Bolte: Handwörterbuch des deutschen Märchens. de Gruyter, Berlin/Leipzig 1930 (= Handwörterbuch zur deutschen Volkskunde; Abt. 2, Märchen).
- Deutsches Volkstum von Tacitus bis Luther (= Frommanns philosophische Taschenbücher. Band 1). Frommann, Stuttgart 1930.
- Ein pommersches Hirtenbuch des 18. Jahrhunderts als Quelle zur religiösen Volkskunde. In: Ernst Bargheer, Herbert Freudenthal (Hrsg.): Volkskunde-Arbeit. Zielsetzung und Gehalte. de Gruyter, Berlin 1934, S. 196–213.
- Volkskunde in der Entscheidung : Versuch einer Standortbestimmung (= Philosophie und Geschichte. Band 63). Mohr, Tübingen 1937.
- Volkskunde der deutschen Frühzeit. Quelle & Meyer, Leipzig 1937.
- Sagen der Deutschen im Wartheland (= Schriften der Landeskundlichen Forschungsstelle des Reichgaues Wartheland: Reihe 8, Volkskunde). Mit 26 Federzeichnungen von Bert Heller. Hirt-Reger und v. Schroedel-Siemau Verlag, Posen 1943.
- 3876 Vornamen : Herkunft, Ableitungen u. Koseformen, Verbreitung, berühmte Namensträger, Gedenk- u. Namenstage, Südwest-Verlag, 1969
- Der tägliche Wortschatz : Ein Wörterbuch f. Büro, Schule u. Haus. Wortgebrauch, Wortbedeutung, Wortbeugung, Rechtschreibung, Satzzeichen, Fremdwörter, Redensarten, Namen, Regelteil, Stuttgart, Olten/Fackel-Verlag, Salzburg 1970
- Das moderne Fremdwörterlexikon : Über 32000 Stichwörter. Bedeutung, Herkunft, Aussprache, Beugung, Wortverbindungen, Südwest-Verlag, München 1971, ISBN 978-3-517-00326-9.
- Stauferzeit. Lang, Frankfurt am Main 1979, ISBN 978-3-8204-6481-8.
- Die Nibelungen : Sage, Geschichte, ihr Lied und sein Dichter, Hauswedell, Stuttgart 1984, ISBN 3-7762-0228-9.
- Zitate, Redensarten, Sprichwörter. 1. Auflage. 1981; 2. Auflage. Füllhorn-Sachbuch-Verlag, Stuttgart 1985.
- Ursprung der Wörter: etymologisches Wörterbuch der deutschen Sprache. Südwest-Verlag, München 1985, ISBN 978-3-517-00858-5.
- Das Fachwort im täglichen Gebrauch: das aktuelle Wörterbuch mit über 25000 Begriffen. Ullstein, Berlin 1986, ISBN 978-3-548-34311-2.
- Das moderne Fremdwörter-Lexikon. Herkunft, Wortverbindungen, Bedeutung, Aussprache. Heyne, München 1991, ISBN 978-3-453-04815-7.
- mit Heinz Beisker, Horst B. Bunje, Heinz Ischreyt und Jürgen Byl: Gutes Deutsch in Schrift und Rede. 1968; vollständig überarbeitete Auflage 1980; Sonderausgabe: Mosaik-Verlag, München 1993.